# كليم

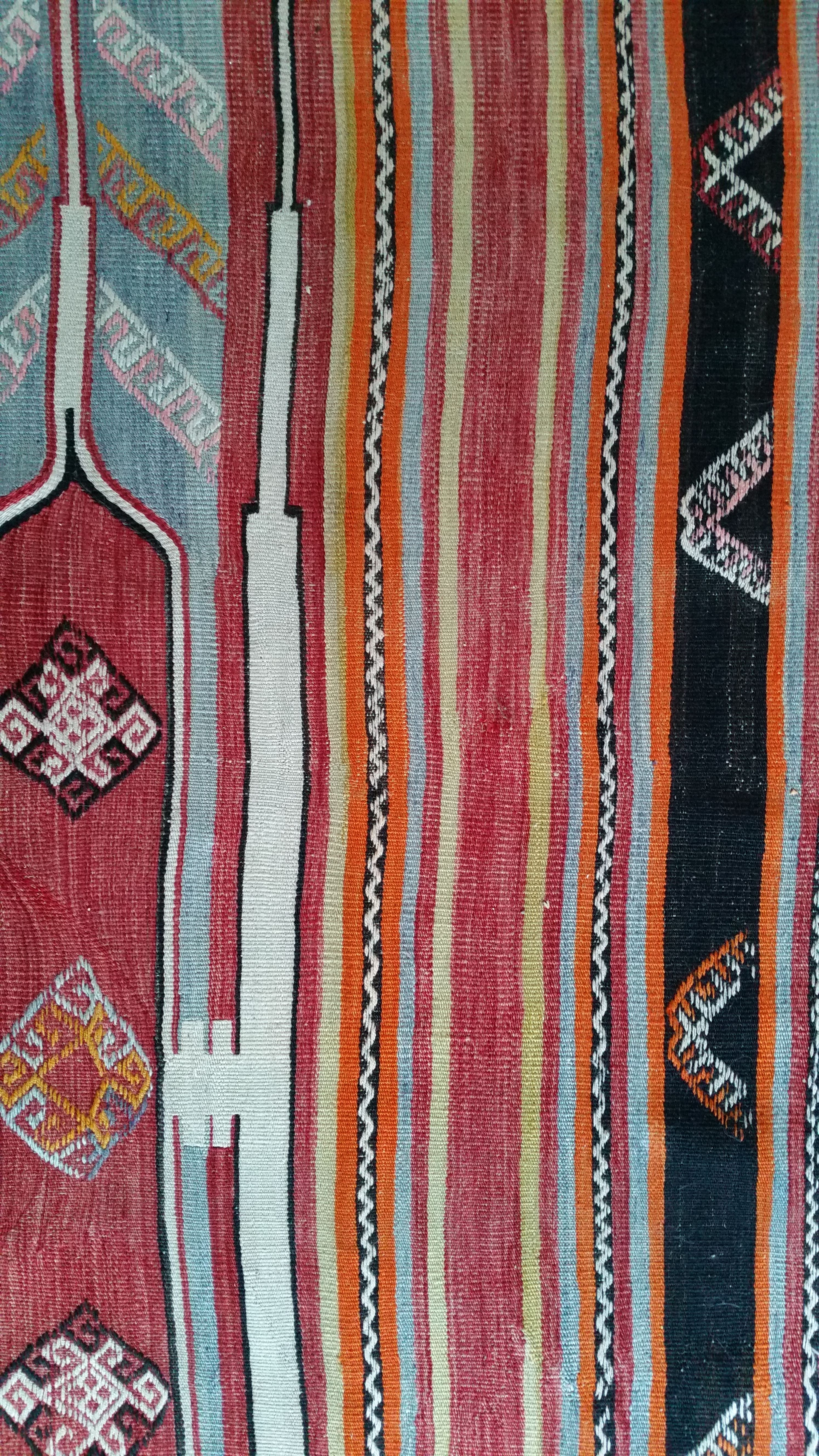
كليم مصنوع في منطقة وسط الأناضول.

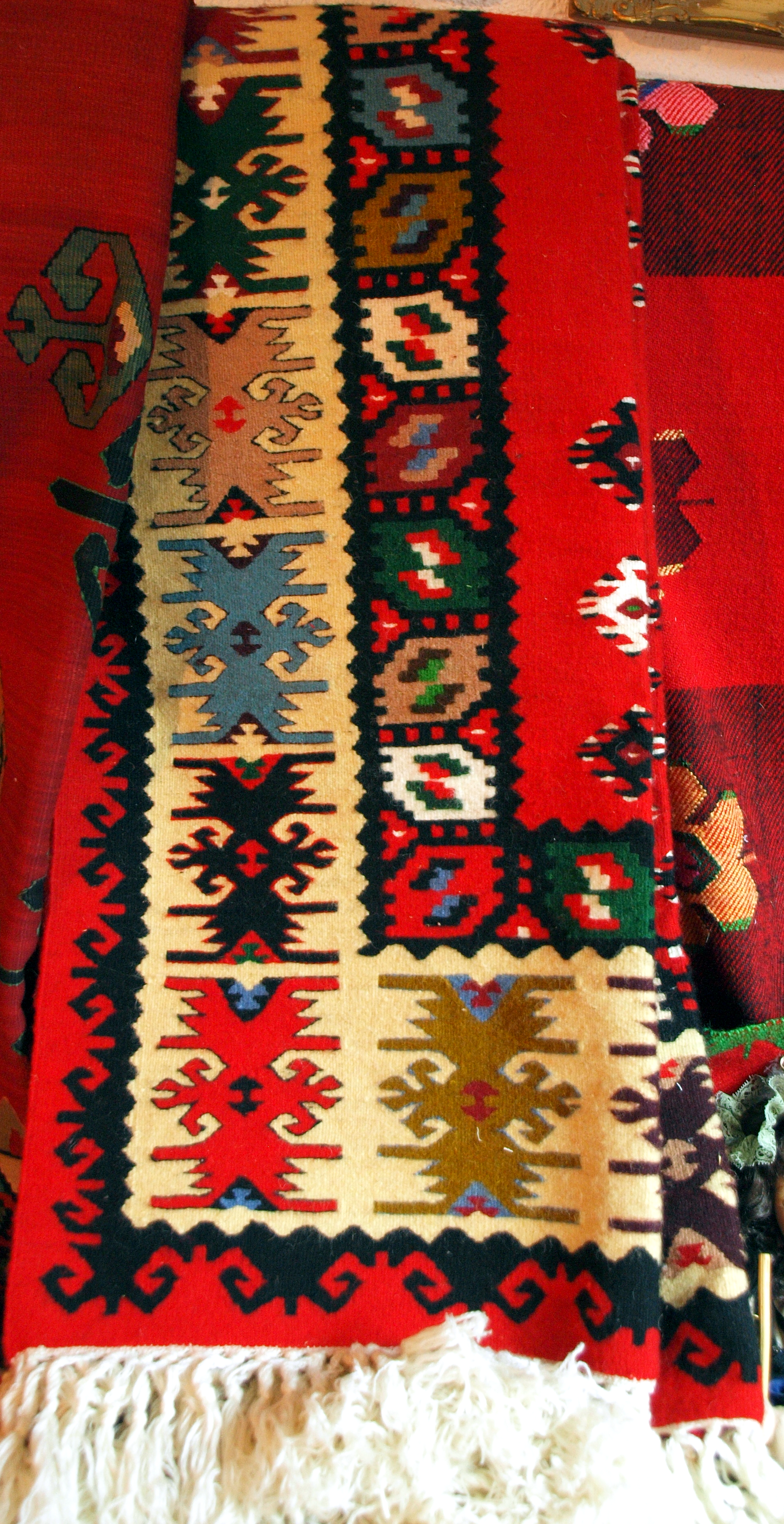
كليم مصنوع في صربيا.

كِلِيم (بالفارسية: گلیم)، (بالأذرية: کیلیم)‏، (بالتركية: Kilim)‏، (بالتركمانية: Kilim)‏) هو نسيج من الصوف يستعمل سجادًا وزرابي أرضية، ويصنع في مصر والأناضول وأرمينيا وإيران وتونس والبلقان.

## معرض صور

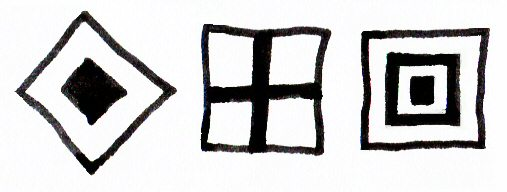
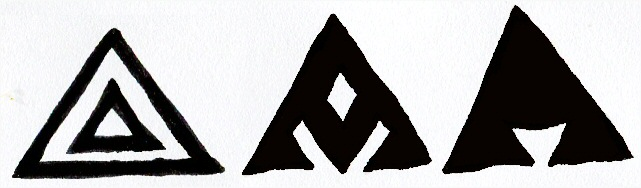
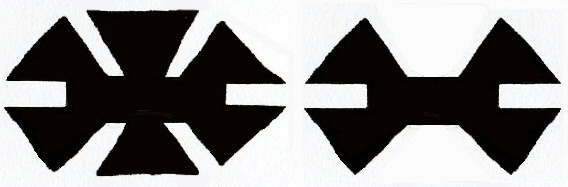
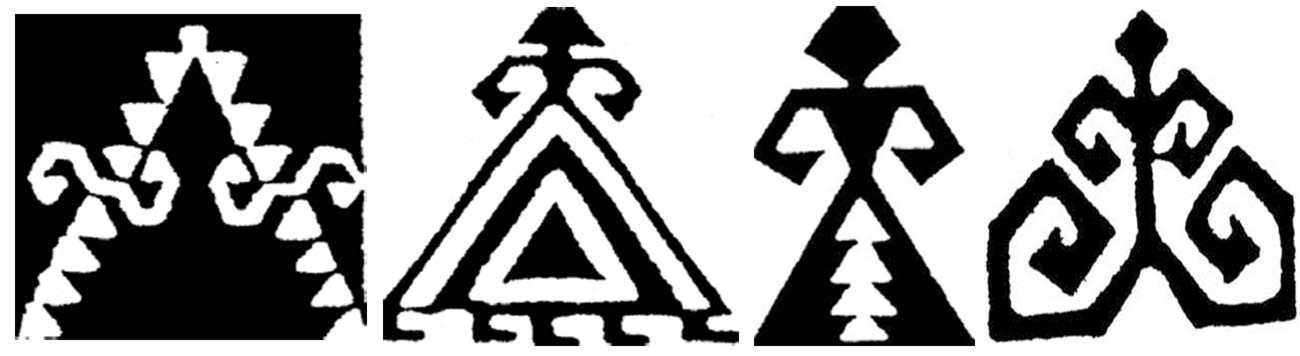
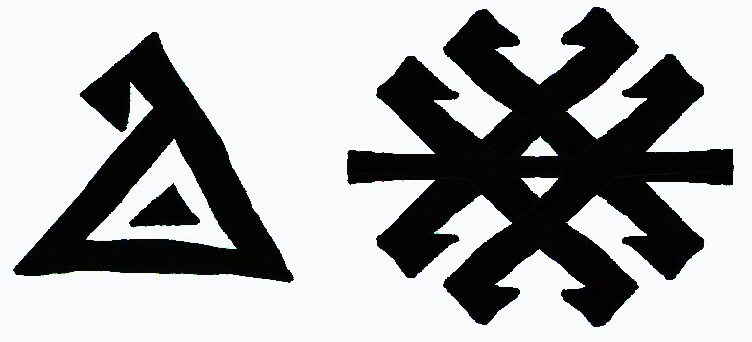

## مقالات ذات صلة
- المرقوم